# Оксана Желяпова
Оксана Желяпова е бесарабска българка, юристка, носителка на титлата „Мисис България Вселена 2022“, известна със своята благотворителна и обществена дейност в подкрепа на българската общност в Молдова и България.[източник? (Поискан днес)]

## Биография
Оксана Желяпова е родена в Кишинев, Молдова, в семейство на българин и молдовка. Произхожда от осмо поколение[източник? (Поискан днес)] бесарабски българи от село Твърдица, Южна Молдова. Завършва специалност „Международно и наказателно право“ в Държавния университет в Молдова, като дипломата ѝ е призната и в България. През 2010 г. се установява във Варна, където живее със своите две деца.[източник? (Поискан днес)]

## Конкурси и титли
На 24 октомври 2022 г. печели титлата „Мисис България Вселена“, като става първата бесарабска българка, която я носи. Участва в конкурса с мисията да даде гласност на каузата за съхранение на българската култура и идентичност сред бесарабските българи.[източник? (Поискан днес)]

## Обществена дейност
Оксана Желяпова активно подкрепя каузи, сред които:
- Подпомагане на училището в село Твърдица чрез дарения на лаптопи и учебни материали;[източник? (Поискан днес)]
- Финансова подкрепа за рехабилитационен център SPERANCA в Кишинев за деца с церебрална парализа;[2]
- Организация на благотворителни кампании за набиране на средства за нуждаещи се;
- Съвместни инициативи с кардиолога д-р Васил Колев за безплатни здравни прегледи на социално слаби граждани.[източник? (Поискан днес)]
- През май 2025 г. участва в честванията на 24 май – Ден на българската просвета и култура – в село Кайраклия, Тараклийски район, Молдова, с послание за мир, обединение и съхраняване на българския дух.[източник? (Поискан днес)]